# Aedh Uairidhnach
Áed Uaridnach o Áed mac Domnaill (... – attorno al 612) è stato un sovrano irlandese considerato anche re supremo.
È a volte conosciuto come Áed Allán, nome solitamente usato per l'omonimo sovrano di VIII secolo, discendente di Áed. Áed Uaridnach era figlio di Domnall Ilchelgach, che da alcune fonti viene considerato re supremo irlandese. Apparteneva ai Cenél nEógain del nord, ramo degli Uí Néill. Áed sarebbe stato preceduto sul trono da Áed Sláine e Colmán Rímid, che avrebbero regnato insieme. Pare che Áed abbia dovuto far fronte all'opposizione dei Cenél Feradach dei Cenél nEógain guidati da Suibne Menn, a cui potrebbe aver concesso il potere sui Cenél nEógain. Non si conosce come Áed sia morto, ma pare in modo non violento.